# Ají de gallina
L'ají de gallina è un piatto originario del Perù, consistente in una crema spessa composta da gallina precedentemente cotta e poi sminuzzata che si cuoce in una pentola aggiungendo gradatamente il brodo di gallina finché si inspessisce. Per raggiungere lo spessore necessario si aggiungono pezzi di pane duro bagnati nel brodo o nel latte.
Alla crema viene aggiunto l'ají amarillo (Capsicum baccatum), un peperoncino peruviano che fornisce al piatto un colore giallastro e un gusto piccantino. Questa crema viene servita con patate cotte e/o riso bianco. È tipico rimpiazzare la gallina con il pollo e in alcune ricette si aggiunge alla crema pecanas e formaggio parmigiano.

## Origini
il piatto era cucinato principalmente dalle persone che vivevano in una condizione di estrema povertà. Infatti, gli ingredienti sono semplici: le galline erano quelle che avevano nel pollaio e, per il pane, si andava a bussare alla porta dei più ricchi, chiedendo pietà ed un'offerta di cibo. Generalmente, i più ricchi, per non sforzarsi troppo, davano il pane duro rimasto da pasti precedenti.
Riguardo alle origini, il piatto attuale deriverebbe dalla fusione di ingredienti spagnoli e quechua; in particolare la gallina sarebbe stata sostituita da un altro volatile (noto come hualpa) prima della conquista spagnola.
Il piatto si è poi esteso ad altri paesi dell'America Latina.
In alcuni libri di ricette si possono trovare piatti chiamati ají de huevo e ají de atún che sono varianti dell'ají de gallina inventati da alcuni cuochi modificando la ricetta originale.